# Microgoniella minka
Microgoniella minka är en insektsart som beskrevs av Pedro W. Lozada 1992. Microgoniella minka ingår i släktet Microgoniella och familjen dvärgstritar. Inga underarter finns listade i Catalogue of Life.